# Annweiler am Trifels
Annweiler am Trifels – niemieckie miasto położone w kraju związkowym Nadrenia-Palatynat, w powiecie Südliche Weinstraße, siedziba gminy związkowej Annweiler am Trifels. Miasto leży nad rzeką Queich i jest położone o ok. 12 km od miasta Landau in der Pfalz. Populacja miasta wynosi 6 889 mieszkańców (31 grudnia 2010).

## Historia
Miejscowość otrzymała prawa miejskie w 1086 roku. W okolicach miasta usytuowany jest Las Palatynacki, a także ruiny zamku Trifels w którym Ryszard I Lwie Serce był przetrzymywany w 1193 roku. Dzięki swojemu położeniu miasto rozwinęło w ostatnich latach bazę turystyczną, a turystyka przynosi znaczne przychody do miejskiego budżetu.
Obecnym burmistrzem miasta jest Thomas Wollenweber z SPD.

## Osoby związane z miastem
- Jutta Kleinschmidt - kierowca samochodowy, mieszka tutaj

## Współpraca
Miejscowości partnerskie:
- Francja: Ambert, Jargeau
- Włochy: Gorgonzola

## Galeria

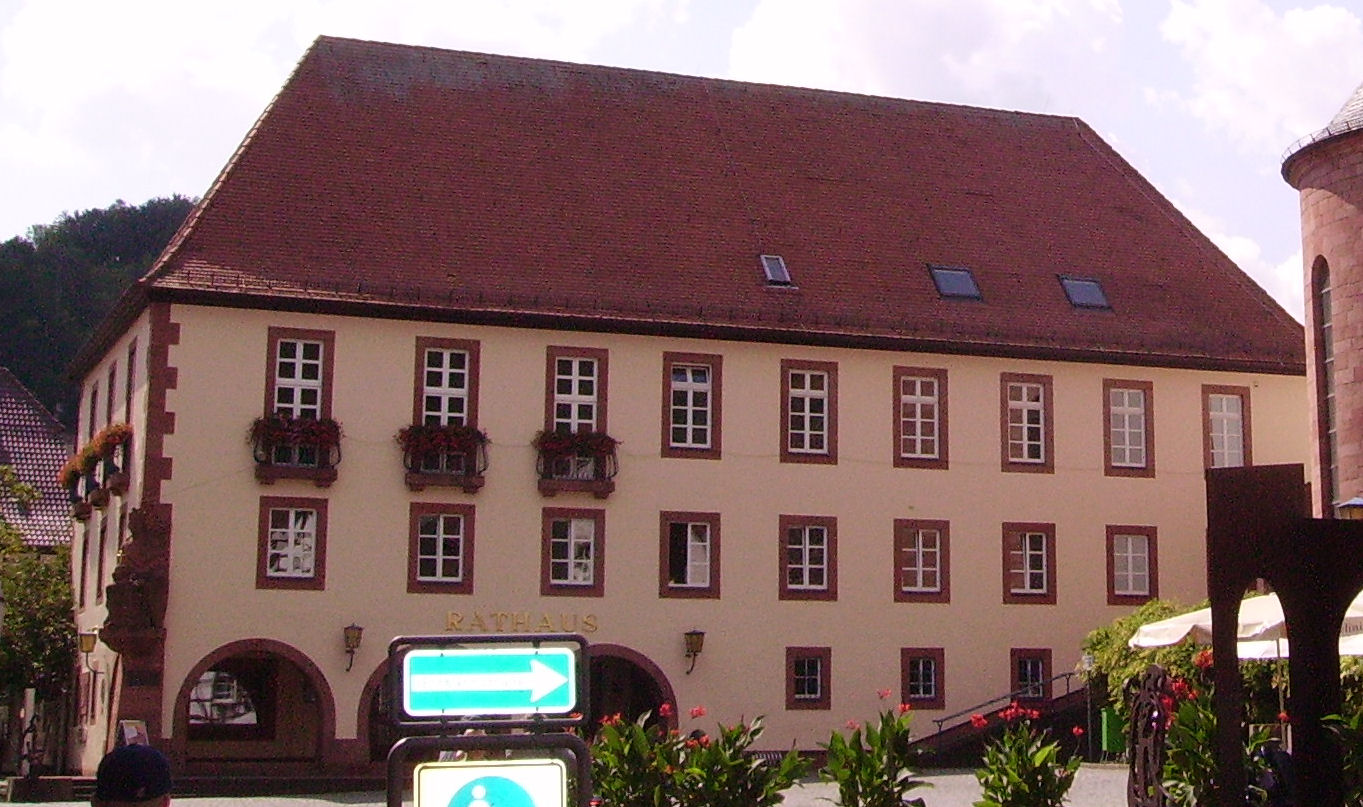
Ratusz miejski
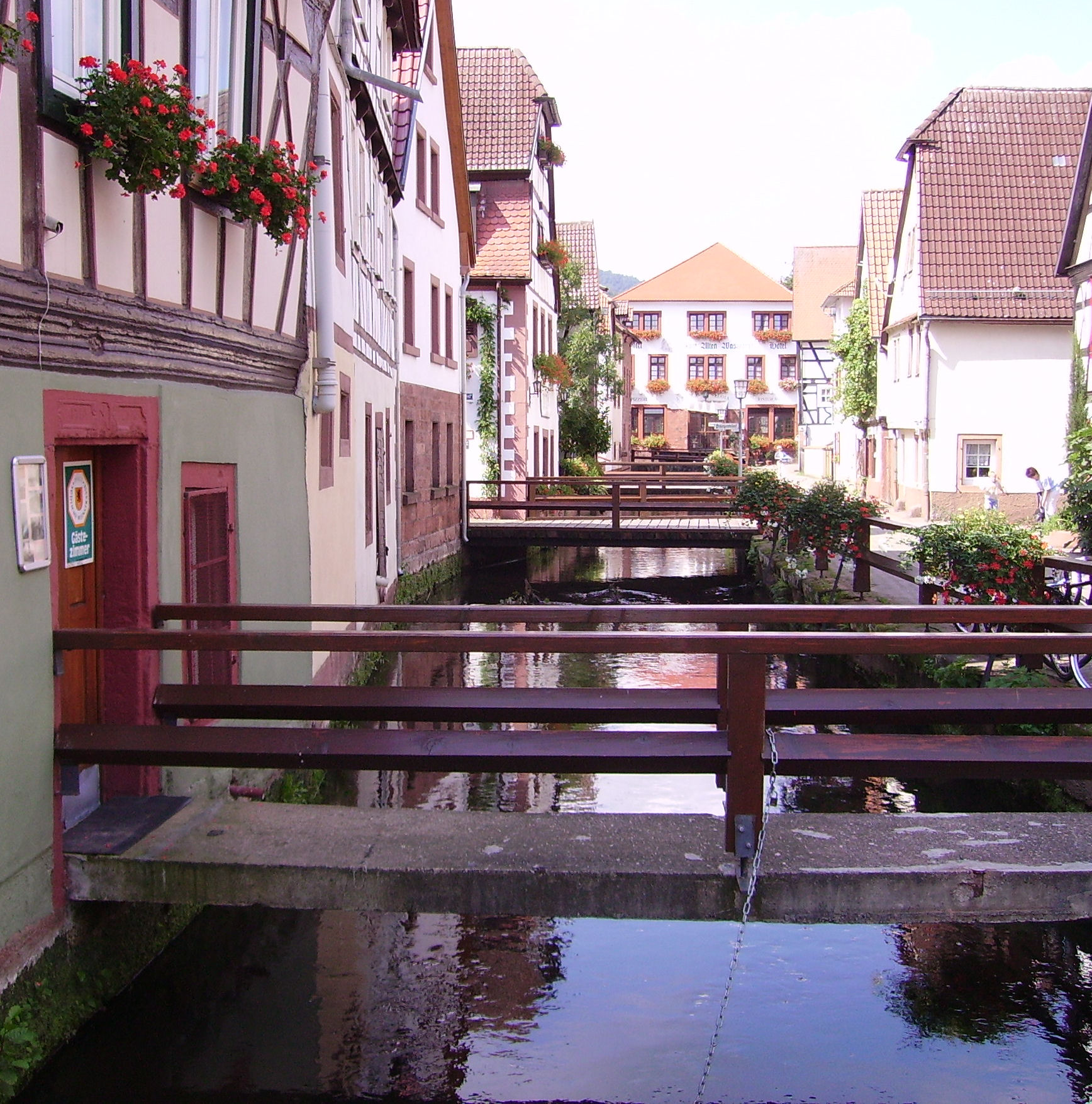
Rzeka Queich
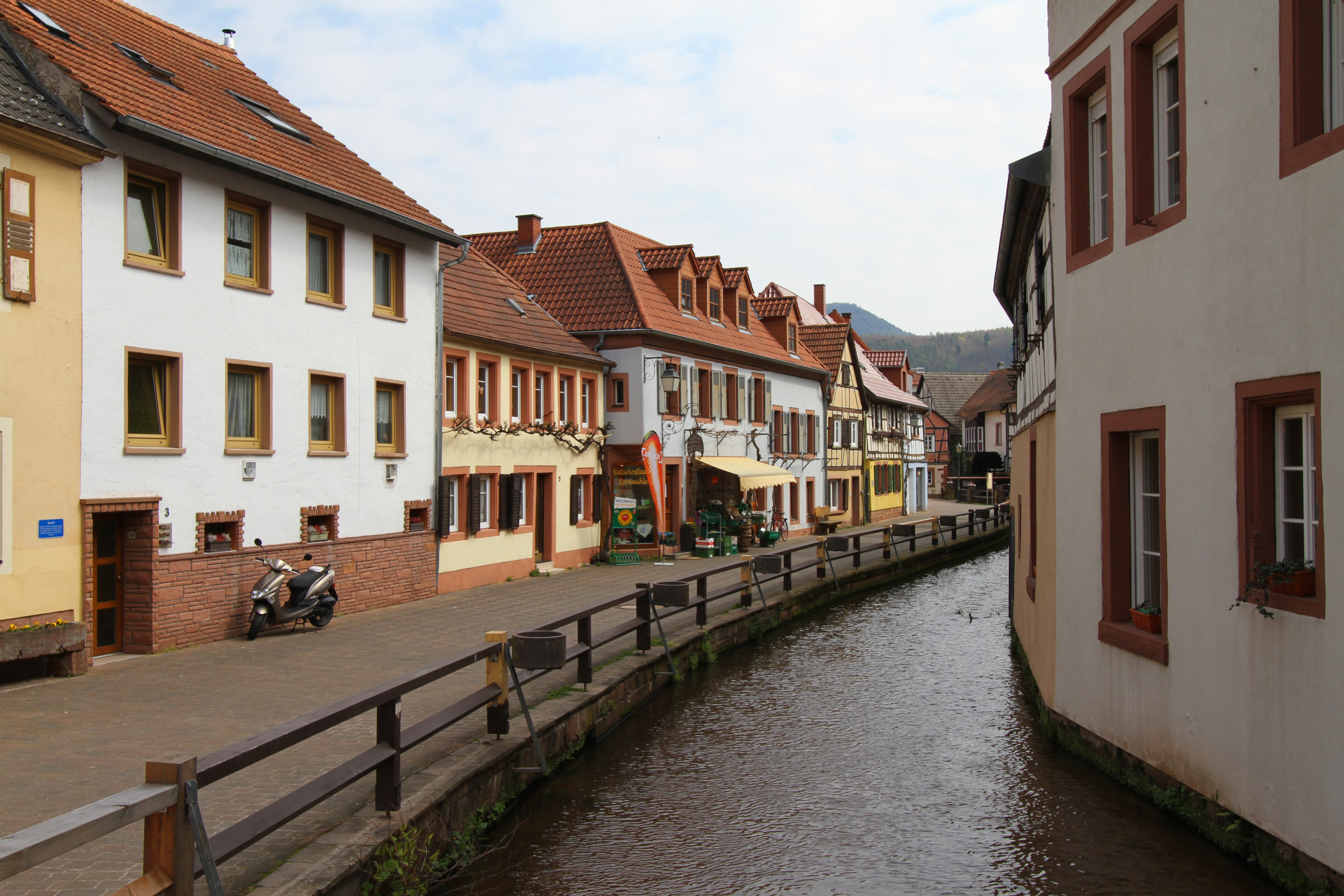
Aleja wodna
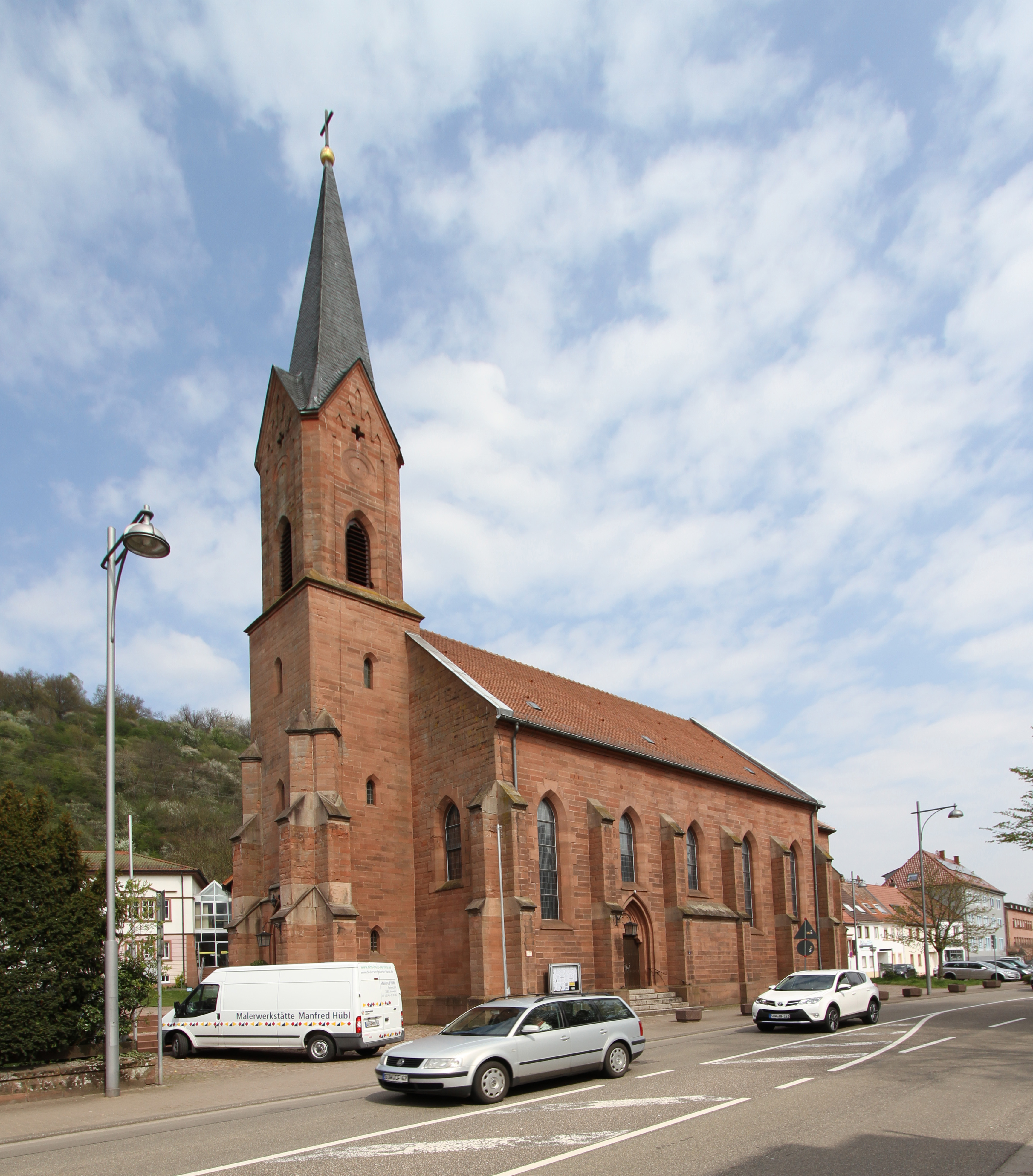
Kościół katolicki św. Josef
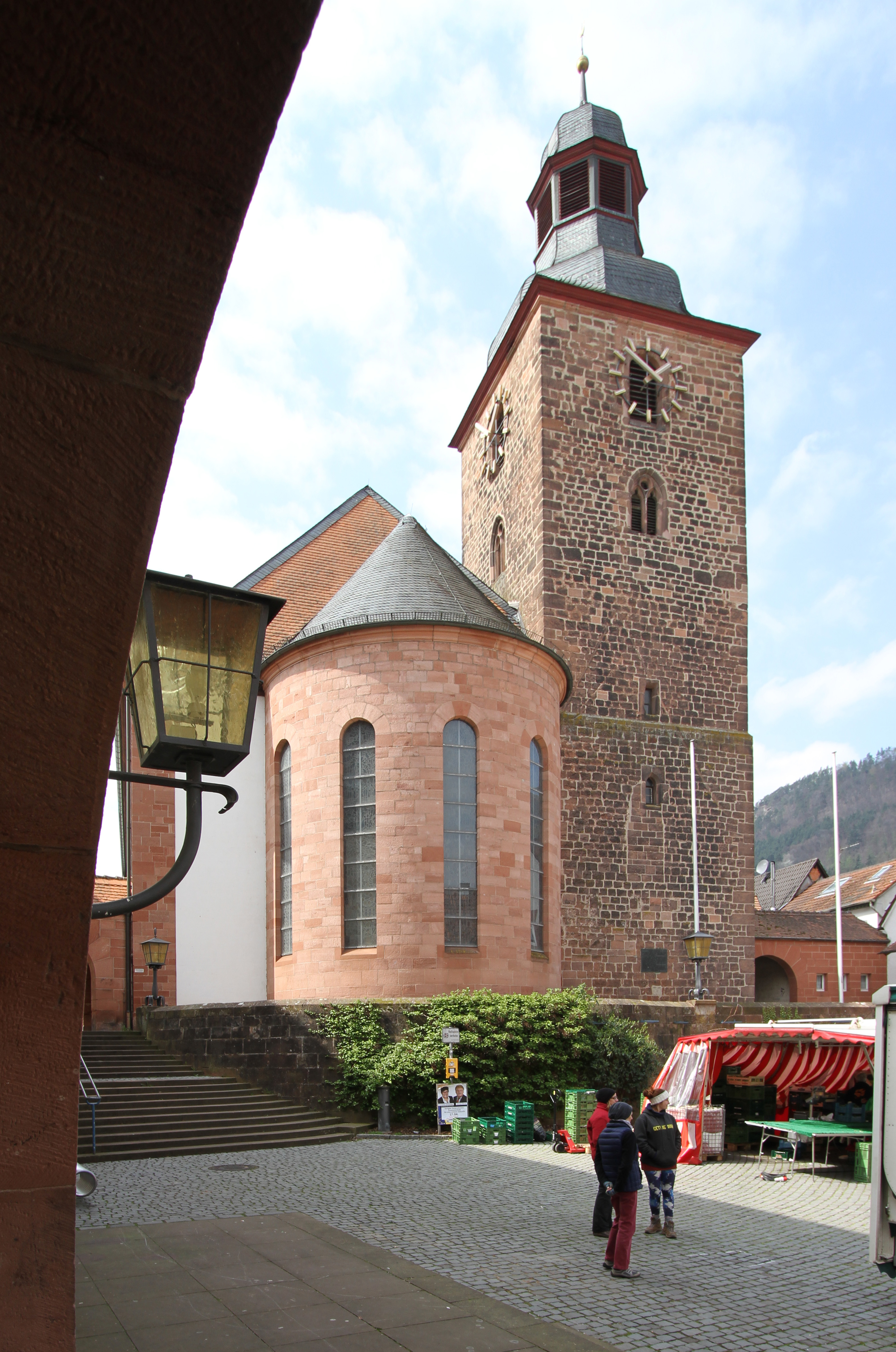
Kościół protestancki
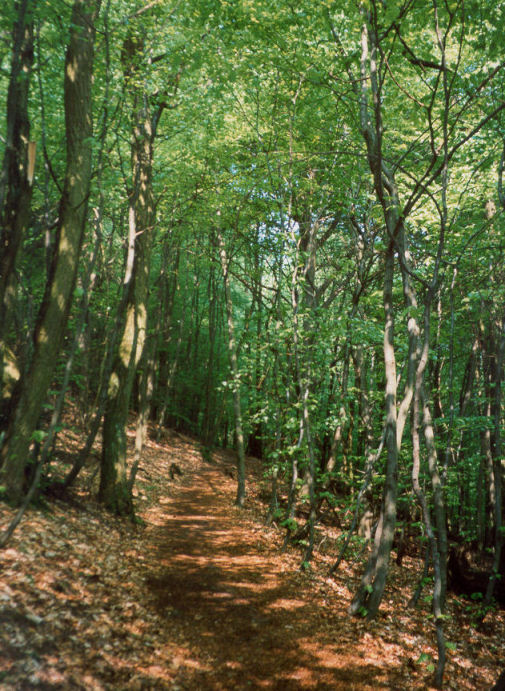
Las Palatynacki